# Mk44 (魚雷)
Mk.44は、アメリカ合衆国で開発された短魚雷。アメリカのみならず、カナダ、フランス、イタリア、日本、イギリス、オーストラリアでも採用され、アメリカだけでも、1959年から1965年度予算で10,583発が生産された。対潜誘導魚雷であり、アスロックの弾頭としてのほか、水上艦船や対潜哨戒機に搭載・運用される。

## 来歴
第二次世界大戦後、アメリカ海軍は、新世代の対潜兵器としてアクティブ音響ホーミング式の誘導魚雷の開発に着手しており、水上艦用のMk.32は1940年代中盤より、また、航空魚雷としてのMk.43は1950年より配備されていた。しかし、これらはいずれも低速であり、信頼性にも問題があった。このことから、これらを更新するための第2世代の短魚雷として開発されたのが本機である。開発は1952年ごろより着手され、1956年までに完了した。
当初は、海軍兵器実験ステーション（NOTS）海軍主導で電気モーターを使用しプロペラに直結するEX-2Aと、ジェネラル・エレクトリックが主導する硝酸プロピル系燃料を使用するEX-2Bの2つの設計案が検討された。EX-2Bは燃料事故を起したため、電気モーター使用に切り替え、モーターをギアでつなぎプロペラをまわす方式となった。この改良されたEX-2Bが採用選定され、Mk.44 mod.0となった。
1956年からは、さらに改良されたMk.44 mod.1が実用化され、1958年7月より生産が開始された。

## 設計
Mk.44は短魚雷としては、一般的な構造で前よりセンサー部、弾頭部、誘導部、バッテリー部、機関部となっている。バッテリーは海水を電解質とし、塩化銀とマグネシウムを電極とした海水電池とされた。4翔式の二重反転プロペラを持ち、4枚の制御翼を持つ。

Mk44魚雷の捜索・誘導パターン

捜索パターンは直径440フィート (130 m)の螺旋パターンであり、まず初期捜索深度まで潜航し旋回捜索を開始、設定された角度によって降下/上昇し、下限捜索深度までの間で、6分間にわたって捜索を行う。各パラメータは下記のように設定できる。
- 初期捜索深度 - 50、150、250、450、650、900フィート[2]
- 下限捜索深度 - 150、250、450、650、900フィート[2]
- 降下/上昇角 - 4.5、6、7度

異なる初期捜索深度を設定しての連続発射の戦術も行なわれる。
前任のMk.32は、艦艇においては横抱き式の落射機を用いて投射されていたが、本機では、3連装のMk 32 短魚雷発射管が用いられることが多かった。また、アスロックやアイカラなどの対潜ミサイルの弾頭や、Mk.43と同様に対潜哨戒機や哨戒ヘリコプターに搭載しても用いられる。

## 配備
Mk.44は、戦後型の通常動力型潜水艦など、速力17ノット以下の潜水艦を想定目標としていた。しかし、ソビエト連邦軍において、大速力の原子力潜水艦の配備が急速に進展したことから、本機では雷速不足が指摘されるようになり、1966年より、より高性能のMk.46の艦隊配備が開始された。
Mk.44は、北大西洋条約機構（NATO）など西側諸国の標準的な対潜魚雷となった。海上自衛隊でも、1963年より、駆潜艇向けのMk 32 短魚雷発射管とともにMk.44 mod.1の導入を開始し、翌1964年にはMk.44 mod.1-Nとしてライセンス生産化された。ただし、アメリカ海軍と同様の問題から、1973年より、後継の73式短魚雷が開発・導入されている。その他の各国でも順次に退役しており、例えばニュージーランド海軍でも1993年には退役している。
Mk.44は広く採用されたことから、その改良も広く行われており、例えば1986年にはハネウェル社より音響装置のデジタル化パッケージが発表された。これはKT44として韓国海軍で採用されており、シーカーの捜索範囲は3倍に強化されたほか、平均故障間隔（MTBF）も160時間から3,000時間に延伸されている。また、南アフリカのIMT社で開発されたA44は全面的に改設計して、全長2,573mm、重量196.8kgとなっており、弾頭も45kgの成形炸薬弾に強化された。また、運用深度も、最浅で10m、最深で1,000mに拡張されている。

### 運用国
- オーストラリア海軍
- ブラジル海軍
- カナダ海軍
- チリ海軍
- コロンビア海軍
- ドイツ海軍
- ギリシャ海軍
- インドネシア海軍
- イラン海軍
- イタリア海軍
- 海上自衛隊
- 大韓民国海軍
- オランダ海軍
- ニュージーランド海軍
- ノルウェー海軍
- パキスタン海軍
- フィリピン海軍
- ポルトガル海軍
- 南アフリカ海軍
- スペイン海軍
- タイ海軍
- チュニジア海軍
- トルコ海軍
- アメリカ海軍
- ウルグアイ海軍
- ベネズエラ海軍